# 1887
1887 (MDCCCLXXXVII) je bilo navadno leto, ki se je po gregorijanskem koledarju začelo na soboto, po 12 dni počasnejšem julijanskem koledarju pa na četrtek.

## Dogodki
- 8. junij - Herman Hollerith prejme patent za svoj tabulator na luknjane kartice.
- 21. junij - Britanski imperij proslavlja 50 let vladavine kraljice Viktorije.
- 26. julij - L.L. Zamenhof objavi Lingvo internacia, prvo publikacijo o esperantu.
- 13. november - Krvava nedelja: londonska policija nasilno zatre demonstracije v podporo irske neodvisnosti.
- podpis sredozemske pogodbe med Združenim kraljestvom in Italijo z namenom ohraniti ravnotežje sil v Sredozemlju, utrditi položaj Avstro-Ogrske na Balkanu in preprečiti vključitev Nemčije v možni avstro-ogrski-ruski spor zaradi Balkana.

## Rojstva
- 14. januar - Hugo Dyonizy Steinhaus, poljski matematik († 1972)
- 18. februar - Hajk Bžiškjan, častnik ruske carske vojske († 1937)
- 19. februar - Ana Lebar, slovenska pedagoška pisateljica († 1951)
- 21. marec - Manabendra Nath Roy, indijski filozof, marksist († 1954)
- 1. maj - Alan Gordon Cunningham, britanski general in politik († 1983)
- 21. junij - Norman Levi Bowen, kanadski petrolog († 1956)
- 22. junij - Julian Huxley, angleški evolucijski biolog in humanist († 1975)
- 7. julij - Marc Chagall, ruski slikar († 1985)
- 28. julij - Marcel Duchamp, francosko-ameriški slikar († 1968)
- 12. avgust - Erwin Schrödinger, avstrijski fizik († 1961)
- 17. avgust - Marcus Mosiah Garvey, afro-jamajški založnik, novinar, podjetnik, prerok, mednarodni križar črnskega nacionalizma († 1940)
- 28. avgust - Števan Kühar slovenski politik in urednik († 1922)
- 24. november - Erich von Manstein, nemški feldmaršal († 1973)
- 13. december - George Pólya, madžarsko-ameriški matematik, fizik, metodolog († 1985)
- 28. december - Werner Kolhörster, nemški fizik († 1946)
- 30. december - Charlie Dunbar Broad, ameriški filozof († 1971)
- - Surendranath Dasgupta, indijski sodobni filozof († 1952)

## Smrti
- 12. januar - Fran Erjavec, slovenski pisatelj in naravoslovec (* 1834)
- 31. januar - Włodzimierz Krzyżanowski, poljski vojskovodja (* 1824)
- 29. julij - Agostino Depretis, italijanski novinar in politik (* 1813)
- 19. avgust - Alvan Clark, ameriški astronom in optik (* 1804)
- 17. oktober - Gustav Robert Kirchhoff, nemški fizik (* 1824)
- 16. november - Fran Levstik, slovenski pesnik, dramatik, kritik in jezikoslovec (* 1831)
- 28. november - Gustav Theodor Fechner, nemški fizik, psiholog, naravoslovec, filozof in književnik (* 1801)